# Culex sacchettae
Culex sacchettae är en tvåvingeart som beskrevs av Sirivanakarn och Jakob 1981. Culex sacchettae ingår i släktet Culex och familjen stickmyggor. Inga underarter finns listade i Catalogue of Life.